# Johan Henrik Ruthenbeck
Johan Henrik Ruthenbeck, född 1809 i Uddevalla, död 8 april 1888 i Uddevalla, var en svensk skulptör och spegelfabrikör.
Ruthenbeck utbildade sig först till instrumentmakare i Göteborg och därefter till bilhuggare och spegelmakare under sin långa gesällvandring som förde honom till Danmark, Tyskland, Italien, Schweiz och Palestina under åren 1836–1844. För Tanums kyrka utförde han delar av altaruppsatsen och predikstolen 1854. Ruthenbeck finns representerad vid Uddevalla museum med ett minnesalbum med tillfällighetsverser av kamrater från sin långa gesällvandring. 